# Фолксваген корадо
Фолксваген корадо је спортски купе немачког бренда Фолксваген, који се производио од јесени 1988. до средине 1995. године.

## Фејслифт
Од августа 1991 праве се верзије са 16В и ВР6 моторима. Овде су неки делови промењени.
За уградњу већег ВР6 мотора је било је неопходно редизајнирати цео предњи део аута. Стављена је нова хауба, крила, решетка, задњи браник, шири предњи браник, фарови и нови мигавци.
Остале карактеристике фејслифта:
- Резервоар је повећан са 55 l на 70 l.
- Пртљажник је смањен са 300 l на 235 l.
- Уведене су нове боје
- Блокада диференцијала на ВР6 моторима.

Од августа 1992. године, корадо има редизајниран ентеријер.
Ово су неке промене:
- Нова централна конзола
- Електрични подизач стакала на вратима изнад звучника
- Подешавање ретровизора из кабине
- На моделима са ВР6 мотором су подељена задња седишта

Од августа 1994. године постојала је верзија са ваздушним јастуцима за возача и сувозача.

## Модели
Корадо посебни модели:
- Е 4 Д

Од 1990. до 1991. године у 1.846 примерака.
- Е 3 В

Од 1990. до 1991. године у 1.734 примерака.
- Е 4 Е

Од 1990. до 1991. године у 676 примерака.
- Е 3 П

Од 1991. до 1992. године, 1.419 примерака.
- Е 0 Л

Од 1992. до 1993. године, 1.338 примерака.
- Е 8 Р

1995 у 505 примерака.
- Корадо Г60 (1988–1993)
- Корадо ВР6 "Сторм"
- Кожна Рекаро седишта у кораду ВР6
- Корадо 16В са ББС фелнама

## Спецификације

### Мотори
| Модел   | Ознака мотора | Цилиндри / вентили | Запремина | Снага                        | Обртни момент       | Напомена         | Производња      |
| ------- | ------------- | ------------------ | --------- | ---------------------------- | ------------------- | ---------------- | --------------- |
| 1.8     | PF            | 4 / 8              | 1781 cm³  | 079 kW (107 KS) при 5400/min | 154 Nm при 3800/min | За увоз          |                 |
| 1.8     | PB            | 4 / 8              | 1781 cm³  | 082 kW (112 KS) при 5400/min | 159 Nm при 4000/min | За увоз          |                 |
| 1.8 16В | PL            | 4 / 16             | 1781 cm³  | 095 kW (129 KS) при 6300/min | 168 Nm при 4800/min | За увоз          |                 |
| 1.8 16В | KR            | 4 / 16             | 1781 cm³  | 102 kW (139 KS) при 6300/min | 168 Nm при 4800/min |                  | 04/1989–07/1992 |
| 1.8 Г60 | PG            | 4 / 8              | 1781 cm³  | 118 kW (160 KS) при 5600/min | 225 Nm при 3800/min |                  | 10/1988–07/1993 |
| 2.0     | 2E / ADY      | 4 / 8              | 1984 cm³  | 085 kW (115 KS) при 5400/min | 166 Nm при 3200/min | Није за Аустрију | 04/1993–07/1995 |
| 2.0 16В | 9A            | 4 / 16             | 1984 cm³  | 100 kW (136 KS) при 5800/min | 180 Nm при 4400/min |                  | 08/1991–07/1994 |
| 2.8 ВР6 | AAA           | 6 / 12             | 2792 cm³  | 128 kW (174 KS) при 5800/min | 235 Nm при 4200/min | За увоз          |                 |
| 2.9 ВР6 | ABV           | 6 / 12             | 2861 cm³  | 140 kW (190 KS) при 5800/min | 245 Nm при 4200/min |                  | 08/1991–06/1995 |

### Техничке карактеристике
| Корадо:                             | 2.0 (1993–1995)                                 | 2.0 16В (1991–1995)                             | 1.8 Г60 (1988–1993)                             | 2.9 ВР6 (1991–1995)                                |
| ----------------------------------- | ----------------------------------------------- | ----------------------------------------------- | ----------------------------------------------- | -------------------------------------------------- |
| Мотор:                              | 4-цилиндрични мотор (четворотактни)             | 4-цилиндрични мотор (четворотактни)             | 4-цилиндрични мотор (четворотактни)             | 6-цилиндрични ВР мотор (четворотактни, В-угао 15°) |
| Запремина:                          | 1984 cm³                                        | 1984 cm³                                        | 1781 cm³                                        | 2861 cm³                                           |
| Пречник:                            | 82,5 x 92,8 mm                                  | 82,5 x 92,8 mm                                  | 81 x 86,4 mm                                    | 82 x 90,3 mm                                       |
| Перформансе при 1/min:              | 85 kW (115 KS) 5400                             | 100 kW (136 KS) 5800                            | 118 kW (160 KS) 5600                            | 140 kW (190 KS) 5800                               |
| Максимални обртни момент при 1/min: | 166 Nm при 3200                                 | 180 Nm при 4400                                 | 225 Nm при 3800                                 | 245 Nm при 4200                                    |
| Убризгавање:                        | Електронско убризгавање (Digifant / Simos)      | Електронско убризгавање (Bosch KE-Motronic)     | Електронско убризгавање (Digifant)              | Електронско убризгавање (Bosch Motronic)           |
| Вентили:                            | ДОХЦ                                            | ДОХЦ                                            | ДОХЦ                                            | ДОХЦ                                               |
| Хлађење:                            | Водено хлађење                                  | Водено хлађење                                  | Водено хлађење                                  | Водено хлађење                                     |
| Погон:                              | Предњи погон                                    | Предњи погон                                    | Предњи погон                                    | Предњи погон                                       |
| Мењач:                              | 5-степени од 1991 4-степени аутоматски          | 5-степени од 1991 4-степени аутоматски          | 5-степени од 1991 4-степени аутоматски          | 5-степени од 1991 4-степени аутоматски             |
| Предње вешање:                      | МекФерсон, виљушке                              | МекФерсон, виљушке                              | МекФерсон, виљушке                              | МекФерсон, виљушке                                 |
| Задње вешање:                       | Торзиона осовина, спиралне опруге               | Торзиона осовина, спиралне опруге               | Торзиона осовина, спиралне опруге               | Торзиона осовина, спиралне опруге                  |
| Кочнице:                            | Диск кочнице (Ø напред 256, позади 226 mm), АБС | Диск кочнице (Ø напред 256, позади 226 mm), АБС | Диск кочнице (Ø напред 280, позади 226 mm), АБС | Диск кочнице (Ø напред 280, позади 226 mm), АБС    |
| Управљање:                          | Зупчасто                                        | Зупчасто                                        | Зупчасто                                        | Зупчасто                                           |
| Каросерија:                         | Челична, самоносећа                             | Челична, самоносећа                             | Челична, самоносећа                             | Челична, самоносећа                                |
| Гуме напред / назад:                | 1435/1430 mm                                    | 1435/1430 mm                                    | 1427/1422 mm                                    | 1427/1422 mm                                       |
| Међуосовинско растојање:            | 2470 mm                                         | 2470 mm                                         | 2470 mm                                         | 2470 mm                                            |
| Дужина:                             | 4050 mm                                         | 4050 mm                                         | 4050 mm                                         | 4050 mm                                            |
| Маса:                               | 1175 kg                                         | 1175 kg                                         | 1155 kg                                         | 1210 kg                                            |
| Максимална брзина:                  | 196–200 km/h                                    | 208–210 km/h                                    | 222–225 km/h                                    | 232–235 km/h                                       |
| 0-100 km/h:                         | 10,6–11,5 s                                     | 9,3–9,9 s                                       | 8,5–9,1 s                                       | 6,9–7,7 s                                          |
| Потрошња l/100 km                   | 8,6–9,2 l                                       | 8,6–9,2 l                                       | 9,1–9,5 l                                       | 9,6–10,5 l                                         |